# Gabinet Wielkorządcy na Wawelu
Gabinet Wielkorządcy – jedna z sal Zamku Królewskiego na Wawelu, wchodząca w skład ekspozycji Reprezentacyjnych Komnat Królewskich. Zajmuje tzw. Apartamenty Wielkorządcy, znajdujące się na parterze. Zachował się tu renesansowy kominek (obecnie częściowo zrekonstruowany), a także modrzewiowy strop i portal gotycko-renesansowy.
W pomieszczeniu znajduje się brukselski arras z poł. XVI w. z serii Historia Eneasza oraz obraz nieznanego malarza, przedstawiający elekcję króla Augusta III Sasa na polach pod Warszawą. Skrzynie polskie z XVIII stulecia. 